# Anthophora hortensis
Anthophora hortensis là một loài Hymenoptera trong họ Apidae. Loài này được Morawitz mô tả khoa học năm 1886.